# Cacodaphnella
Cacodaphnella is een geslacht van weekdieren uit de klasse van de Gastropoda (slakken).

## Soort
- Cacodaphnella delgada Pilsbry & Lowe, 1932